# Offenhauser

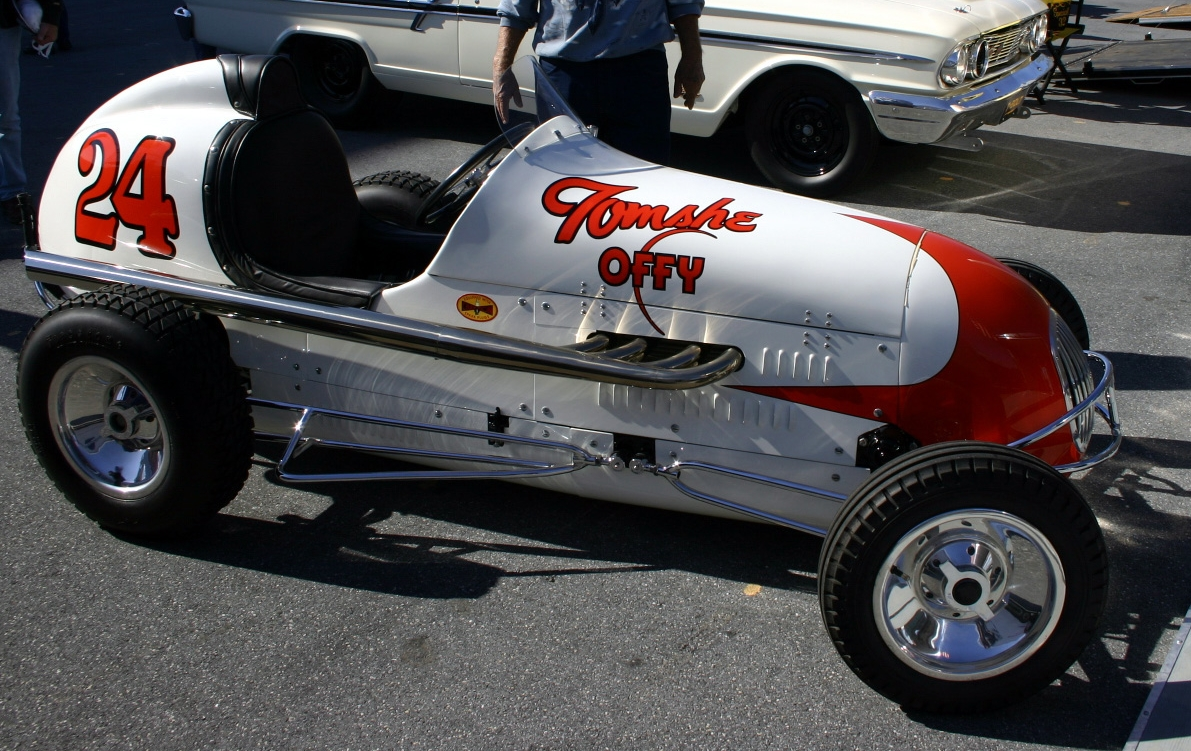
Egy Offenhauser versenyautó

Az Offenhauser egy Amerikai Egyesült Államok-beli versenymotor gyártó vállalat, mely 1933-tól 1983-ig működött.
Az Offenhauser motort (becenevén "Offy") Fred Offenhauser fejlesztette ki munkaadójával, Harry Arminius Millerrel, miután megjavítottak egy 1913-as Peugeot Grand Prix-et, amely megnyerte az Indianapolis 500-at. Lenyűgözte a kettős vezérműtengengelyes, hengerenként négy szelepes design, ami nagy előrelépést jelentett abban az időben.

## Fordítás
- Ez a szócikk részben vagy egészben  az   Offenhauser című angol Wikipédia-szócikk fordításán alapul.  Az eredeti cikk szerkesztőit annak laptörténete sorolja fel. Ez a jelzés csupán a megfogalmazás eredetét és a szerzői jogokat jelzi, nem szolgál a cikkben szereplő információk forrásmegjelöléseként.